# Wyspa Disappointment
Wyspa Disappointment (ang. Disappointment Island) – jedna z siedmiu wysp tworzących archipelag Wysp Auckland, a będących częścią Nowej Zelandii. Jak wszystkie wyspy tej grupy jest niezamieszkana.
Jest jedną z najmniejszych wysp archipelagu. Znajduje się ok. 8 km na zachód od głównej Wyspy Auckland.